# Aigle de fer 3
Série Aigle de fer
L'Aigle de fer 2
(1988) Aigle de fer 4
(1995)
Pour plus de détails, voir Fiche technique et Distribution.
Aigle de fer 3 (Aces: Iron Eagle III) est un film américano-britannique de John Glen, sorti en 1992. C'est le troisième volet de la quadrilogie Aigle de fer et le seul à ne pas être réalisé par Sidney J. Furie.

## Synopsis
Charles « Chappy » Sinclair, pilote et instructeur chevronné de l'US Air Force, évite la retraite en s'engageant dans la troupe d'un cirque aérien. Ils s'appellent, pour le bonheur des petits et des grands, l'équipe des As. C'est alors qu'un ancien élève de Chappy, d'origine péruvienne, est tué dans le crash de son jet bourré de cocaïne. Chappy est persuadé que son élève n'est pas un trafiquant. Les As vont tenter de l'innocenter.

## Fiche technique
Sauf indication contraire, les informations mentionnées dans cette section peuvent être confirmées par la base de données cinématographiques IMDb,  présente dans la section « Liens externes ».
- Titre original : Aces: Iron Eagle III
- Titre français : Aigle de fer 3
- Titre québécois : L'Attaque des aigles de fer III
- Réalisation : John Glen
- Scénario : Kevin Elders, d'après les personnages créés par Sidney J. Furie et Kevin Elders
- Direction artistique : Robb Wilson King
- Décors : Daniel Boxer
- Costumes : Lesley Neufeld
- Photographie : Alec Mills
- Montage : Bernard Gribble
- Musique : Harry Manfredini
- Production : Ron Samuels

Producteur associé : Michael R. Casey
Coproducteur : Stanley Neufeld
Producteur exécutif : Mark Moore
- Sociétés de production : Carolco Pictures, Seven Arts Productions, Aces Eagles Productions et Ron Samuels Entertainment
- Sociétés de distribution : New Line Cinema (États-Unis), UGC (France)
- Pays d'origine : États-Unis, Royaume-Uni
- Langue originale : anglais
- Format : couleur — 1.85:1
- Genre : action
- Durée : 98 minutes
- Dates de sortie[1] : 
  -  États-Unis : 12 juin 1992
  -  France : 22 juillet 1992

## Distribution
- Louis Gossett Jr. (VF : Pierre Hatet, VQ : Victor Désy) : Charles « Chappy » Sinclair
- Horst Buchholz  (VF : Georges Claisse)  : Leichman
- Christopher Cazenove (VQ : Mario Desmarais) : Palmer
- Paul Freeman (VF : Marc Cassot, VQ : Léo Ilial) : Gustav Kleiss
- Rachel McLish (VF : Marie Vincent) : Anna
- Sonny Chiba (VQ : Vincent Davy) : Shuei
- Phill Lewis : Tee Vee
- Fred Dalton Thompson (VF : Marc Alfos, VQ : Yves Massicotte) : Stockman
- Mitch Ryan (VF : Jacques Richard, VQ : Alain Clavier) : Simms
- Tom Bower (VF : Richard Leblond, VQ : Jean-Marie Moncelet) : Warren Crawford
- Rob Estes : Doyle
- J.E. Freeman (VF : Hervé Jolly, VQ : Claude Préfontaine) : Ames
- Juan Fernández (en) (VQ : Luis de Cespedes) : Escovez

## SagaAigle de fer
| Année | Titre            | Réalisateur(s)  |
| ----- | ---------------- | --------------- |
| 1986  | Aigle de fer     | Sidney J. Furie |
| 1988  | L'Aigle de fer 2 | Sidney J. Furie |
| 1992  | Aigle de fer 3   | John Glen       |
| 1995  | Aigle de fer 4   | Sidney J. Furie |